# كالترانو
كالترانو (بالإيطالية: Caltrano)‏ هي مدينة في مقاطعة فشنزة بمنطقة فنيتة، شمال إيطاليا.